# Sulitjelma

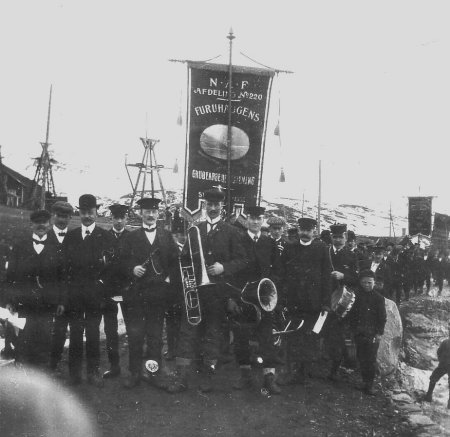
Día del trabajador, 1 de mayo, celebrado en 1908 en Sulitjelma.

Sulitjelma (sami septentrional, Sulis; sueco Sulitelma) es un pueblo en el municipio de Fauske en Nordland, Noruega. El pueblo tiene 481 residentes (2007).

## Situación
Sulitjelma se encuentra en un valle interior a sólo 140 m s. n. m. a lo largo de la costa del lago Langvatnet. Hay muchas antiguas minas de azufre y de cobre en la zona, que fueron explotadas durante más de cien años por la compañía Minas de Sultitjelma. La localidad está virtualmente rodeada por montañas y glaciares, y es el extremo meridional - o entrada - de la senda de Nordkalottruta. Hay una conexión por carretera a la ciudad de Fauske, que queda 44 km al oeste. Los inviernos en Sulitjelma tienen una constante cubierta de nieve y es de media 2 °C más frío que la ciudad de Fauske, mientras que los veranos son de ambos lugares son similares. 

## Historia
El pueblo tiene sus orígenes en un asentamiento sami, con hallazgos arqueológicos que datan de hace más de mil años, con evidencia de cría veraniega de renos a finales de los años 1500. En 1858 se descubrió cobre y azufre en la zona, y se llevaron a cabo unas excavaciones limitadas. En 1887 el industrial sueco Nils Persson compró los derechos para los hallazgos, entonces comenzó la minería. La empresa Sulitelma Aktiebolag se fundó en 1891, y a comienzos del siglo XX era la compañía minera más grande del país, y la segunda compañía industrial de Noruega. En su época de máxima actividad en 1913 tenía 1750 empleados. En 1983 los derechos mineros fueron heredados por el estado, quien explotó las minas hasta el año 1991. La compañía minera operó un ferrocarril, denominado Sulitjelmabanen, desde Fauske hasta Sulitjelma, desde 1892 hasta 1972.